# Саліненьйо-Норт (Техас)
Саліненьйо-Норт (англ. Salineño North) — переписна місцевість (CDP) в США, в окрузі Старр штату Техас. Населення — 117 осіб (2020).

## Географія
Саліненьйо-Норт розташоване за координатами 26°31′38″ пн. ш. 99°5′42″ зх. д. / 26.52722° пн. ш. 99.09500° зх. д. (26.527223, -99.094956).  За даними Бюро перепису населення США в 2010 році переписна місцевість мала площу 0,51 км², уся площа — суходіл.

## Демографія
Згідно з переписом 2010 року, у переписній місцевості мешкало 115 осіб у 39 домогосподарствах у складі 30 родин. Густота населення становила 226 осіб/км².  Було 56 помешкань (110/км²).
Расовий склад населення:
| - 100,0 % — білих |

До двох чи більше рас належало 0,0 %. Частка іспаномовних становила 97,4 % від усіх жителів.
За віковим діапазоном населення розподілялося таким чином: 19,1 % — особи молодші 18 років, 59,2 % — особи у віці 18—64 років, 21,7 % — особи у віці 65 років та старші. Медіана віку мешканця становила 44,5 року. На 100 осіб жіночої статі у переписній місцевості припадало 66,7 чоловіків;  на 100 жінок у віці від 18 років та старших — 69,1 чоловіків також старших 18 років.
Цивільне працевлаштоване населення становило 21 особа. Основні галузі зайнятості: сільське господарство, лісництво, риболовля — 61,9 %, виробництво — 38,1 %.